# ATK klasifikacija
Anatomsko Terapijsko Kemijska (ATK) klasifikacija je sustav klasifikacije lijekova kojeg propisuje Kolaborativni centar SZO za metodologiju statistike lijekova (Svjetska zdravstvena organizacija).

## Klasifikacija
ATK sustav dijeli sve kategorije lijekova na 5 nivoa. 

### Prvi nivo
Prvi nivo označuje anatomsku glavnu grupu na koju lijek dijeluje.
| Kod | Sadržaj                                                      |
| --- | ------------------------------------------------------------ |
| A   | Probavni sustav i metabolizam                                |
| B   | Krv i krvotvorni organi                                      |
| C   | Srce i krvožilje                                             |
| D   | Koža                                                         |
| G   | Mokraćni sustav i spolni hormoni                             |
| H   | Sustav žlijezda s unutarnjim lučenjem                        |
| J   | Sustavne infekcije (izuzev infekcija uzrokovanih parazitima) |
| L   | Zloćudne bolesti i imunomodulatori                           |
| M   | Koštano-mišićni sustav                                       |
| N   | Živčani sustav                                               |
| P   | Infekcije uzrokovane parazitima                              |
| R   | Sustav dišnih organa                                         |
| S   | Osjetila                                                     |
| V   | Razno                                                        |

### Drugi nivo
Drugi nivo se sastoji od dva broja i označava glavnu terapijsku grupu kojoj pripada dati lijek.
Primjer: C03 Diuretik

### Treći nivo
Treći nivo je označen latiničnim slovom i bliže određuje farmakološko-terapijsku podgrupu.
Primjer: C03C High-ceiling diuretici

### Četvrti nivo
Četvrti nivo je predstavljen latiničnim slovom i označava farmakološko-kemijsku podgrupu
Primjer: C03CA Sulfonamid

### Peti nivo
Peti nivo se sastoji od dva broja i označava kemijsku substancu
Primjer: C03CA01 Furosemid